# 法尔布鲁赫
法尔布鲁赫是德国下萨克森州的一个市镇。总面积14.19平方公里，总人口458人，其中男性242人，女性216人（2011年12月31日），人口密度32人/平方公里。